# Les Prés
Les Prés är en kommun i departementet Drôme i regionen Auvergne-Rhône-Alpes i sydöstra Frankrike. Kommunen ligger i kantonen Luc-en-Diois som tillhör arrondissementet Die. År 2022 hade Les Prés 28 invånare.

## Befolkningsutveckling
Antalet invånare i kommunen Les Prés
Referens:INSEE